# Abborrtjärnen (Bjuråkers socken, Hälsingland, 687054-154342)
Abborrtjärnen är en sjö i Hudiksvalls kommun i Hälsingland och ingår i Delångersåns huvudavrinningsområde.